# David Toop

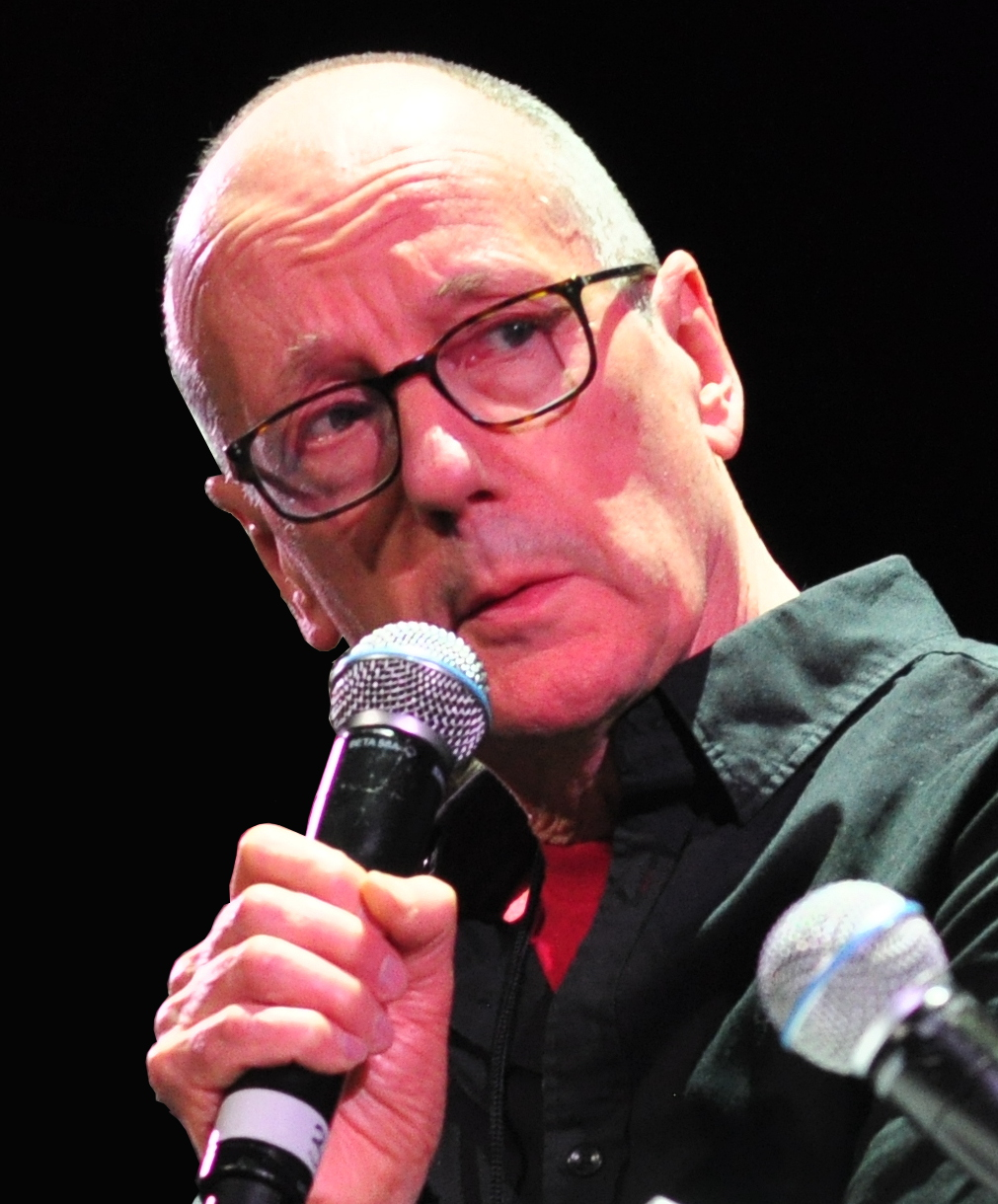
David Toop (2019)

David Toop (* 5. Mai 1949 in Enfield, Middlesex) ist ein britischer Musiker, Schriftsteller, Musikjournalist und Kurator.

## Leben
Der in Enfield geborene Toop zog bereits kurz nach seiner Geburt mit seinen Eltern nach Waltham Cross in der Grafschaft Hertfordshire, wo er auch aufwuchs. Bereits mit elf Jahren erlernte Toop das Spielen der Gitarre, indem er zuerst die Musik damals bekannter Instrumental-Rockbands wie The Shadows und The Ventures kopierte. Später wurde er nach eigener Auskunft von Bluesmusikern wie Buddy Guy und Bo Diddley beeinflusst. In seiner ersten, 1964 gegründeten Band übernahm Toop die Leadgitarre und spielte zunächst nur Coverversionen bekannter R&B- und Blues-Stücke Eine weitere von Toop gegründete Blues-Band löste sich 1967 nach nur einem Auftritt wieder auf. Nachdem Toop 1967 die Grammar School verlassen hatte, begann er ein Kunst- und Grafikdesign-Studium am Hornsey College of Art und am Watford College of Art and Design. Sein Studium in Watford brach er allerdings nach einem Jahr ab, um sich in Hornsey wieder der Malerei zuzuwenden.
Zusammen mit dem Schlagzeuger Paul Burwell und dem Sänger Simon Finn nahm Toop 1970 ein Pass the distance betiteltes Album auf. Das Album wurde allerdings nach wenigen Wochen vom Markt genommen, um einer Klage eines Schuh-Herstellers zu entgehen, deren Werbeanzeige Toop für das Cover kopiert hatte. Nach mehreren erfolglosen Versuchen, Musikgruppen zu gründen, formierten sich Toop und Burwell als Duo, nannten sich Rain in the Face und widmeten sich in erster Linie experimenteller, von Sun Ra, Han Bennink und Olivier Messiaen beeinflusster Musik.
Neben eigenen Bandprojekten widmete sich Toop verstärkt der Schriftstellerei. So beschäftigte er sich mit Ethno, Bioakustik, Schamanismus und Sprache/Sprachen. Nach ersten musiktheoretischen Schriften wie „Decomposition As Music Process“ (1972) und „The Bi/s/onics Pieces“ (1973) erschien 1975 sein Buch „New / Rediscovered Musical Instruments“. Nach diesem Buch wurde Toop von Brian Eno gebeten, zusammen mit Max Eastley eine gleichnamige Platte für Enos neu gegründetes Label Obscure aufzunehmen. Es folgten Arbeiten für die britische BBC, die mehrere Radio-Shows mit Toop produzierte. In den Jahren 1976 und 1978 arbeitete Toop für den Künstler John Latham im Londoner Zoo, wo er unter anderem Tiergeräusche aufnahm und sich verstärkt mit Themen wie Bioakustik und Kommunikation beschäftigte. Diese Arbeiten wurden später in London in der ICA und der Whitechapel Art Gallery ausgestellt. 1977 gründete er mit Steve Beresford, Terry Day und Peter Cusack das Improvisationsensemble Alterations.
Ab Ende der 1970er Jahre veröffentlichte Toop mehrere Alben auf seinem eigenen Label Quartz. Seine Arbeit mit der Gruppe The Flying Lizards resultierte in dem Charthit TV den Toop mit seinen Bandkollegen bei der Chartshow Top of the Pops präsentieren durfte. In den 1980ern gründete Toop das Musikmagazin Collusions und produzierte die Synthiepop-Band The Frank Chickens. 1984 reiste er nach New York City, um dort für ein Buch über die Geschichte der Hip-Hop-Kultur und Hip-Hop-Musik zu recherchieren. Das „Rap Attack: African Jive to New York Hip Hop“ betitelte Werk erschien im selben Jahr und gilt heute als Standardwerk der Hip-Hop-Geschichte. Es erschienen zwei aktualisierte und ergänzte Fortsetzungen.
1998 komponierte Toop den Soundtrack für die Acqua Matrix betitelte Unterwasser-Show, welche jeden Abend der Expo 1998 in Lissabon beschloss.
In seiner langjährigen Karriere hat Toop mit zahlreichen Musikern wie John Zorn, Prince Far I, Jon Hassell, Derek Bailey, Talvin Singh, Evan Parker, Scanner, Ivor Cutler, Haruomi Hosono, Jin Hi Kim und Bill Laswell und weiteren Künstlern wie dem Theaterregisseur Steven Berkoff, dem Butoh-Tänzer Mitsutaka Ishii, dem Dichter Bob Cobbing oder dem Schriftsteller Jeff Noon zusammengearbeitet.
Toop war weiterhin als Kritiker und Kolumnist für zahlreiche Zeitungen und Zeitschriften wie The Wire, The Face, The Times, The Sunday Times, The Guardian, Vogue, Spin, GQ, The New York Times oder The Village Voice tätig.
Im Jahr 2000 kuratierte er die Ausstellung Sonic Boom, Großbritanniens bis dahin größte Ausstellung zum Thema Klangkunst, die in der Hayward Gallery in London zu sehen war. In den Jahren 2001 und 2002 war Toop Sound Kurator bei der Ausstellung Radical Fashion, auf der Arbeiten der Designer Issey Miyake, Junya Watanabe, Martin Margiela und Hussein Chalayan zu sehen war und bei der Toop Musik von unter anderem Björk, Ryuichi Sakamoto, Akira Rabelais und Paul Schütze präsentierte.
Toop ist Professor of Audio Culture and Improvisation am London College of Communication.

## Schriften
- Rap Attack: African Jive to New York Hip Hop. 1984, ISBN 0-89608-238-5)
- Rap Attack 2: African Rap To Global Hip Hop. 1992, ISBN 1-85242-243-2
- Rap Attack 3. 2000, ISBN 1-85242-627-6
- Ocean of Sound: Aether Talk, Ambient Sound and Imaginary Worlds. 1995, ISBN 1-85242-743-4
- Exotica: Fabricated Soundscapes in a Real World. 1999, ISBN 1-85242-595-4
- Haunted Weather : Music, Silence, and Memory. 2004, ISBN 1-85242-812-0
- Sinister Resonance: The Mediumship of the Listener. 2010, ISBN 1-4411-4972-4
- Into the Maelstrom: Music, Improvisation and the Dream of Freedom, Before 1970. 2016, ISBN 978-1628927696.
- Flutter Echo: Living Within Sound. 2019, ISBN 978-1787601529.

## Diskographie (Auswahl)

### Alben
- 1975: David Toop / Max Eastley – New And Rediscovered Musical Instruments (Obscure, Island Records)
- 1977: Nestor Figueras, David Toop, Paul Burwell – Cholagogues (Bead Records)
- 1980: Max Eastley / Steve Beresford / Paul Burwell / David Toop – Whirled Music (Quartz Publications)
- 1980: Paul Burwell / Hugh Davies / Max Eastley / Paul Lovens / Paul Lytton / Annabel Nicolson / Evan Parker / David Toop – Circadian Rhythm (Incus)
- 1981: Tristan Honsinger / Steve Beresford / Toshinori Kondō / David Toop – Imitation of Life (Y Records)
- 1986: Steve Beresford / David Toop / John Zorn / Tonie Marshall – Deadly Weapons (Nato)
- 1994: David Toop and Max Eastley – Buried Dreams (Beyond)
- 1995: David Toop – Screen Ceremonies (The Wire Editions)
- 1996: David Toop – Pink Noir (Virgin)
- 1997: David Toop – Spirit World (Virgin)
- 1999: David Toop – Museum of Fruit (Caipirinha Productions)
- 1999: David Toop – Hot Pants Idol (Barooni)
- 2000: Jeff Noon & David Toop – Needle In The Groove (Sulphur Records)
- 2000: David Toop – 37th Floor At Sunset - Music For Mondophrenetic™ (Sub Rosa)
- 2002: Toop + Scanner + I/O3 – A Picturesque View, Ignored (Room40)
- 2003: David Toop – Black Chamber (Sub Rosa)
- 2004: Max Eastley, David Toop – Doll Creature (BiP_HOp)
- 2007: David Toop – Sound Body (Samadhisound)
- 2010: Rhodri Davies / Lee Patterson / David Toop – Wunderkammern (Another Timbre)
- 2015: David Toop – Live At White Cube (The Vinyl Factory, White Cube)
- 2016: David Toop – Entities Inertias Faint Beings (Room40)
- 2016: David Toop – Life On The Inside (Sub Rosa)
- 2017: Ken Ikeda + David Toop – Skin Tones Cover-Design (Home Normal)
- 2018: David Toop + Paul Burwell – Suttle Sculpture (Logos, Sub Rosa)
- 2018: Tania Chen with Thurston Moore, David Toop and Jon Leidecker, John Cage – Electronic Music For Piano (Omnivore Recordings)

### Von Toop kompilierte und kuratierte Alben
- 1996: Ocean of Sound (Doppel-CD zum gleichnamigen Buch)
- 1996: Ocean of Sound 2: Crooning on Venus
- 1996: Sugar & Poison: Tru-Life Soul Ballads for Sentients, Cynics, Sex Machines & Sybarites
- 1997: Ocean of Sound 3: Booming on Pluto: Electro For Droids
- 1997: Ocean of Sound 4: Guitars on Mars
- 2001: Not Necessarily ‚English Music‘